# Danh sách tiểu hành tinh: 28201–28300
| Tên            | Tên đầu tiên | Ngày phát hiện            | Nơi phát hiện                      | Người phát hiện                                  |
| -------------- | ------------ | ------------------------- | ---------------------------------- | ------------------------------------------------ |
| 28201 -        | 1998 XV44    | ngày 14 tháng 12 năm 1998 | Socorro                            | LINEAR                                           |
| 28202 -        | 1998 XC47    | ngày 14 tháng 12 năm 1998 | Socorro                            | LINEAR                                           |
| 28203 -        | 1998 XL48    | ngày 14 tháng 12 năm 1998 | Socorro                            | LINEAR                                           |
| 28204 -        | 1998 XX50    | ngày 14 tháng 12 năm 1998 | Socorro                            | LINEAR                                           |
| 28205 -        | 1998 XL51    | ngày 14 tháng 12 năm 1998 | Socorro                            | LINEAR                                           |
| 28206 -        | 1998 XO52    | ngày 14 tháng 12 năm 1998 | Socorro                            | LINEAR                                           |
| 28207 -        | 1998 XH53    | ngày 14 tháng 12 năm 1998 | Socorro                            | LINEAR                                           |
| 28208 -        | 1998 XE54    | ngày 14 tháng 12 năm 1998 | Socorro                            | LINEAR                                           |
| 28209 -        | 1998 XC63    | ngày 14 tháng 12 năm 1998 | Socorro                            | LINEAR                                           |
| 28210 -        | 1998 XF63    | ngày 14 tháng 12 năm 1998 | Socorro                            | LINEAR                                           |
| 28211 -        | 1998 XJ64    | ngày 14 tháng 12 năm 1998 | Socorro                            | LINEAR                                           |
| 28212 -        | 1998 XJ78    | ngày 15 tháng 12 năm 1998 | Socorro                            | LINEAR                                           |
| 28213 -        | 1998 XS92    | ngày 15 tháng 12 năm 1998 | Socorro                            | LINEAR                                           |
| 28214 -        | 1998 YW      | ngày 16 tháng 12 năm 1998 | Oizumi                             | T. Kobayashi                                     |
| 28215 -        | 1998 YE1     | ngày 16 tháng 12 năm 1998 | Gekko                              | T. Kagawa                                        |
| 28216 -        | 1998 YU1     | ngày 17 tháng 12 năm 1998 | Đài thiên văn Zvjezdarnica Višnjan | K. Korlević                                      |
| 28217 -        | 1998 YO3     | ngày 18 tháng 12 năm 1998 | Kleť                               | Kleť                                             |
| 28218 -        | 1998 YA6     | ngày 17 tháng 12 năm 1998 | Đài thiên văn Zvjezdarnica Višnjan | K. Korlević                                      |
| 28219 -        | 1998 YP8     | ngày 23 tháng 12 năm 1998 | Višnjan Observatory                | K. Korlević                                      |
| 28220 York     | 1998 YN12    | ngày 28 tháng 12 năm 1998 | Kleť                               | J. Tichá, M. Tichý                               |
| 28221 -        | 1998 YG17    | ngày 22 tháng 12 năm 1998 | Kitt Peak                          | Spacewatch                                       |
| 28222 -        | 1998 YF23    | ngày 16 tháng 12 năm 1998 | Socorro                            | LINEAR                                           |
| 28223 -        | 1998 YR27    | ngày 27 tháng 12 năm 1998 | Nyukasa                            | M. Hirasawa, S. Suzuki                           |
| 28224 -        | 1999 AJ      | ngày 5 tháng 1 năm 1999   | Đài thiên văn Zvjezdarnica Višnjan | K. Korlević                                      |
| 28225 -        | 1999 AS      | ngày 7 tháng 1 năm 1999   | Oizumi                             | T. Kobayashi                                     |
| 28226 -        | 1999 AE2     | ngày 9 tháng 1 năm 1999   | Oizumi                             | T. Kobayashi                                     |
| 28227 -        | 1999 AN2     | ngày 9 tháng 1 năm 1999   | Oizumi                             | T. Kobayashi                                     |
| 28228 -        | 1999 AU2     | ngày 9 tháng 1 năm 1999   | Oizumi                             | T. Kobayashi                                     |
| 28229 -        | 1999 AK4     | ngày 9 tháng 1 năm 1999   | Đài thiên văn Zvjezdarnica Višnjan | K. Korlević                                      |
| 28230          | 1999 AH5     | ngày 10 tháng 1 năm 1999  | Nachi-Katsuura                     | Y. Shimizu, T. Urata                             |
| 28231          | 1999 AL5     | ngày 10 tháng 1 năm 1999  | Nachi-Katsuura                     | Y. Shimizu, T. Urata                             |
| 28232 -        | 1999 AS5     | ngày 12 tháng 1 năm 1999  | Oizumi                             | T. Kobayashi                                     |
| 28233 -        | 1999 AV5     | ngày 12 tháng 1 năm 1999  | Oizumi                             | T. Kobayashi                                     |
| 28234 -        | 1999 AB8     | ngày 13 tháng 1 năm 1999  | Oizumi                             | T. Kobayashi                                     |
| 28235 -        | 1999 AL8     | ngày 7 tháng 1 năm 1999   | Anderson Mesa                      | LONEOS                                           |
| 28236 -        | 1999 AH10    | ngày 14 tháng 1 năm 1999  | Đài thiên văn Zvjezdarnica Višnjan | K. Korlević                                      |
| 28237 -        | 1999 AR16    | ngày 10 tháng 1 năm 1999  | Kitt Peak                          | Spacewatch                                       |
| 28238 -        | 1999 AB18    | ngày 11 tháng 1 năm 1999  | Kitt Peak                          | Spacewatch                                       |
| 28239 -        | 1999 AQ19    | ngày 13 tháng 1 năm 1999  | Kitt Peak                          | Spacewatch                                       |
| 28240 -        | 1999 AP21    | ngày 14 tháng 1 năm 1999  | Đài thiên văn Zvjezdarnica Višnjan | K. Korlević                                      |
| 28241 -        | 1999 AC22    | ngày 10 tháng 1 năm 1999  | Xinglong                           | Chương trình tiểu hành tinh Bắc Kinh Schmidt CCD |
| 28242 Mingantu | 1999 AT22    | ngày 6 tháng 1 năm 1999   | Xinglong                           | Beijing Schmidt CCD Asteroid Program             |
| 28243 -        | 1999 AA23    | ngày 15 tháng 1 năm 1999  | Oizumi                             | T. Kobayashi                                     |
| 28244 -        | 1999 AL31    | ngày 14 tháng 1 năm 1999  | Kitt Peak                          | Spacewatch                                       |
| 28245 -        | 1999 AV37    | ngày 14 tháng 1 năm 1999  | Anderson Mesa                      | LONEOS                                           |
| 28246 -        | 1999 BW1     | ngày 18 tháng 1 năm 1999  | Đài thiên văn Zvjezdarnica Višnjan | K. Korlević                                      |
| 28247 -        | 1999 BP3     | ngày 19 tháng 1 năm 1999  | Višnjan Observatory                | K. Korlević                                      |
| 28248 -        | 1999 BQ4     | ngày 19 tháng 1 năm 1999  | Caussols                           | ODAS                                             |
| 28249 -        | 1999 BX6     | ngày 21 tháng 1 năm 1999  | Caussols                           | ODAS                                             |
| 28250 -        | 1999 BC8     | ngày 22 tháng 1 năm 1999  | Đài thiên văn Zvjezdarnica Višnjan | K. Korlević                                      |
| 28251 -        | 1999 BW13    | ngày 20 tháng 1 năm 1999  | Caussols                           | ODAS                                             |
| 28252 -        | 1999 BK15    | ngày 26 tháng 1 năm 1999  | Đài thiên văn Zvjezdarnica Višnjan | K. Korlević                                      |
| 28253 -        | 1999 BA19    | ngày 16 tháng 1 năm 1999  | Socorro                            | LINEAR                                           |
| 28254 -        | 1999 BC21    | ngày 16 tháng 1 năm 1999  | Socorro                            | LINEAR                                           |
| 28255 -        | 1999 BB24    | ngày 18 tháng 1 năm 1999  | Socorro                            | LINEAR                                           |
| 28256 -        | 1999 BL24    | ngày 18 tháng 1 năm 1999  | Socorro                            | LINEAR                                           |
| 28257 -        | 1999 BT24    | ngày 18 tháng 1 năm 1999  | Socorro                            | LINEAR                                           |
| 28258 -        | 1999 BM25    | ngày 18 tháng 1 năm 1999  | Socorro                            | LINEAR                                           |
| 28259 -        | 1999 BY27    | ngày 17 tháng 1 năm 1999  | Kitt Peak                          | Spacewatch                                       |
| 28260 -        | 1999 BK29    | ngày 18 tháng 1 năm 1999  | Kitt Peak                          | Spacewatch                                       |
| 28261 -        | 1999 CJ      | ngày 4 tháng 2 năm 1999   | Oizumi                             | T. Kobayashi                                     |
| 28262 -        | 1999 CQ4     | ngày 8 tháng 2 năm 1999   | Đài thiên văn Zvjezdarnica Višnjan | K. Korlević                                      |
| 28263 -        | 1999 CR4     | ngày 8 tháng 2 năm 1999   | Višnjan Observatory                | K. Korlević                                      |
| 28264 -        | 1999 CJ5     | ngày 12 tháng 2 năm 1999  | Oizumi                             | T. Kobayashi                                     |
| 28265 -        | 1999 CL5     | ngày 12 tháng 2 năm 1999  | Oizumi                             | T. Kobayashi                                     |
| 28266 -        | 1999 CP5     | ngày 12 tháng 2 năm 1999  | Oizumi                             | T. Kobayashi                                     |
| 28267 -        | 1999 CH10    | ngày 15 tháng 2 năm 1999  | Oizumi                             | T. Kobayashi                                     |
| 28268 -        | 1999 CA14    | ngày 8 tháng 2 năm 1999   | Uenohara                           | N. Kawasato                                      |
| 28269 -        | 1999 CQ14    | ngày 15 tháng 2 năm 1999  | Đài thiên văn Zvjezdarnica Višnjan | K. Korlević                                      |
| 28270 -        | 1999 CS14    | ngày 15 tháng 2 năm 1999  | Višnjan Observatory                | K. Korlević                                      |
| 28271 -        | 1999 CK16    | ngày 6 tháng 2 năm 1999   | Višnjan Observatory                | K. Korlević                                      |
| 28272 -        | 1999 CY17    | ngày 10 tháng 2 năm 1999  | Socorro                            | LINEAR                                           |
| 28273 -        | 1999 CD21    | ngày 10 tháng 2 năm 1999  | Socorro                            | LINEAR                                           |
| 28274 -        | 1999 CF21    | ngày 10 tháng 2 năm 1999  | Socorro                            | LINEAR                                           |
| 28275 -        | 1999 CM23    | ngày 10 tháng 2 năm 1999  | Socorro                            | LINEAR                                           |
| 28276 -        | 1999 CN25    | ngày 10 tháng 2 năm 1999  | Socorro                            | LINEAR                                           |
| 28277 -        | 1999 CN27    | ngày 10 tháng 2 năm 1999  | Socorro                            | LINEAR                                           |
| 28278 -        | 1999 CQ27    | ngày 10 tháng 2 năm 1999  | Socorro                            | LINEAR                                           |
| 28279 -        | 1999 CD28    | ngày 10 tháng 2 năm 1999  | Socorro                            | LINEAR                                           |
| 28280 -        | 1999 CG28    | ngày 10 tháng 2 năm 1999  | Socorro                            | LINEAR                                           |
| 28281 -        | 1999 CT29    | ngày 10 tháng 2 năm 1999  | Socorro                            | LINEAR                                           |
| 28282 -        | 1999 CJ35    | ngày 10 tháng 2 năm 1999  | Socorro                            | LINEAR                                           |
| 28283 -        | 1999 CR35    | ngày 10 tháng 2 năm 1999  | Socorro                            | LINEAR                                           |
| 28284 -        | 1999 CG37    | ngày 10 tháng 2 năm 1999  | Socorro                            | LINEAR                                           |
| 28285 -        | 1999 CP39    | ngày 10 tháng 2 năm 1999  | Socorro                            | LINEAR                                           |
| 28286 -        | 1999 CJ40    | ngày 10 tháng 2 năm 1999  | Socorro                            | LINEAR                                           |
| 28287 -        | 1999 CT42    | ngày 10 tháng 2 năm 1999  | Socorro                            | LINEAR                                           |
| 28288 -        | 1999 CL49    | ngày 10 tháng 2 năm 1999  | Socorro                            | LINEAR                                           |
| 28289 -        | 1999 CT50    | ngày 10 tháng 2 năm 1999  | Socorro                            | LINEAR                                           |
| 28290 -        | 1999 CY51    | ngày 10 tháng 2 năm 1999  | Socorro                            | LINEAR                                           |
| 28291 -        | 1999 CX52    | ngày 10 tháng 2 năm 1999  | Socorro                            | LINEAR                                           |
| 28292 -        | 1999 CX54    | ngày 10 tháng 2 năm 1999  | Socorro                            | LINEAR                                           |
| 28293 -        | 1999 CN57    | ngày 10 tháng 2 năm 1999  | Socorro                            | LINEAR                                           |
| 28294 -        | 1999 CS59    | ngày 12 tháng 2 năm 1999  | Socorro                            | LINEAR                                           |
| 28295 -        | 1999 CE61    | ngày 12 tháng 2 năm 1999  | Socorro                            | LINEAR                                           |
| 28296 -        | 1999 CQ63    | ngày 12 tháng 2 năm 1999  | Socorro                            | LINEAR                                           |
| 28297 -        | 1999 CR63    | ngày 12 tháng 2 năm 1999  | Socorro                            | LINEAR                                           |
| 28298 -        | 1999 CM64    | ngày 12 tháng 2 năm 1999  | Socorro                            | LINEAR                                           |
| 28299 -        | 1999 CH66    | ngày 12 tháng 2 năm 1999  | Socorro                            | LINEAR                                           |
| 28300 -        | 1999 CS67    | ngày 12 tháng 2 năm 1999  | Socorro                            | LINEAR                                           |